# Shahrestān di Hashtrud
Lo shahrestān di Hashtrud (farsi شهرستان هشترود) è uno dei 19 shahrestān della regione dell'Azarbaijan orientale, in Iran. Il capoluogo è Hashtrud. Lo shahrestān è suddiviso in 2 circoscrizioni (bakhsh):
- Centrale (بخش مرکزی)
- Nazar Kahrisi (بخش نظركهریزی)